# Шейман, Марк
Марк Шейман (англ. Marc Shaiman; род. 22 октября 1959, Ньюарк, Нью-Джерси) — американский композитор, автор песен для кино, телевидения и театра. Лауреат множества премий, включая «Грэмми», «Эмми» и «Тони», семь раз номинировался на «Оскар».
Наиболее известен своим сотрудничествомс режиссёром Робом Райнером, музыку ко всем фильмам которого он сочинял с 1989 года, а также с поэтом и режиссёром Скоттом Уиттманом.
Он написал музыку и стал соавтором текстов для бродвейского мюзикла «Лак для волос», а также музыку к одноименному фильму Джона Уотерса. Он также является автором музыки к фильмам «Действуй, сестра!», «Клуб первых жён», «Американский президент», «Неспящие в Сиэтле» и «Мэри Поппинс возвращается» и мультфильма «Южный Парк: Большой, длинный, необрезанный».